# Fascioloides magna
Fascioloides magna (český název není ustálen, používá se motolice velká či motolice obrovská; v anglické literatuře též pod názvy giant liver fluke, large American liver fluke nebo deer fluke) je 4–10 cm dlouhý a 2,5–3,5 cm široký helmint (červ) patřící do třídy motolic s dorso-ventrálně zploštělým tělem a dvěma přísavkami, který parazituje v játrech volně žijících, ale i domácích přežvýkavců. Motolice se živí krví definitivního hostitele a její složitý vývojový cyklus probíhá přes mezihostitele – vodního plže.
Motolice se původně vyskytovala v Severní Americe, kde k hlavním hostitelům patří jelenec běloocasý, wapiti a karibu. V druhé polovině 19. století byl však parazit zavlečen na území Evropy společně s importem zvěře. Motolice se v evropských podmínkách dobře adaptovala a našla si zde nové definitivní hostitele i mezihostitele.
Onemocnění, které tento parazit způsobuje, se nazývá fascioloidóza. K terapii volně žijících přežvýkavců se používá triklabendazol nebo rafoxanid.

## Historie
Přestože je původním areálem výskytu F. magna Severní Amerika, byla motolice paradoxně poprvé popsána v Itálii, kde kolem roku 1865 byl pozorován masivní úhyn jelenů lesních v královském národním parku La Mandria nedaleko Turína. Bassi ve své práci uvádí, že příčinou těchto úhynů byl nový druh motolice, kterou pojmenoval jako Distomum magnum. V práci dále zmiňuje, že na farmách v okolí parku byly touto motolicí infikovány další druhy zvířat jako je skot, ovce, koza, prase a kůň. Bassi správně usoudil, že motolice pocházela z jelenů wapiti, kteří byli do parku La Mandria introdukováni pár let před prvními úhyny zvěře. V letech 1882–1892 byl z různých míst v USA a Kanadě hlášen nález nové dosud nepopsané motolice u jelenovitých či skotu a ovcí. Kvůli nedůslednému morfologickému popisu motolice však američtí autoři práci pana Bassiho neakceptovali a dávali druhu různá nová pojmenování, např. Fasciola carnosa (Hassall, 1891), Distomum texanicum (Francis, 1891), Fasciola americana (Hassall, 1891).
Teprve Stiles v roce 1891 porovnal všechny nálezy ze Severní Ameriky a nález Bassiho, a zjistil, že se jedná o tentýž druh motolice, jenž je velmi příbuzný tehdy již známé motolici jaterní. Na počest prvního objevitele dal motolici druhový název, který poprvé použil Bassi – Fasciola magna (Bassi 1875) Stiles 1894. Stiles popsal dokonale anatomickou stavbu motolice velké, označil jako hlavní hostitele skot a jelence bělocasého. Domníval se, že vývojový cyklus bude podobný jako u příbuzné motolice jaterní, tedy že probíhá přes mezihostitele – vodního plže. V roce 1917, Ward upozornil na odlišnou morfologii motolice velké a motolice jaterní a vytvořil proto nový rod Fascioloides s jediným zástupcem Fascioloides magna (Bassi 1875) Ward 1917. Tento název zůstal doposud. V roce 2013 byl do rodu Fascioloides začleněn i druh F. jacksoni. Ve 30. létech 20. století se motolicí velkou zabýval kanadský zoolog a parazitolog W. E. Swales, který podrobně popsal kompletní vývojový cyklus F. magna a specifikoval, kteří plži hrají ve vývojovém cyklu motolice roli mezihostitele. Rovněž charakterizoval patologický obraz fascioloidózy u jelena, skotu a ovce. V Evropě se detailně zabývala studiem motolice velké doktorka Božena Erhardová-Kotrlá z Parazitologického ústavu Československé akademie věd v 60. a 70. létech 20. století, která dále specifikovala vývojový cyklus F. magna v plži a prohloubila poznání o tomto druhu v evropském prostředí.

## Vývojový cyklus

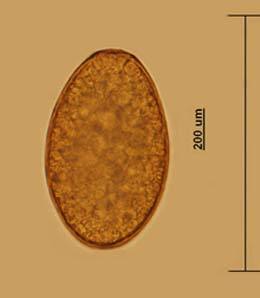
Vajíčko F. magna

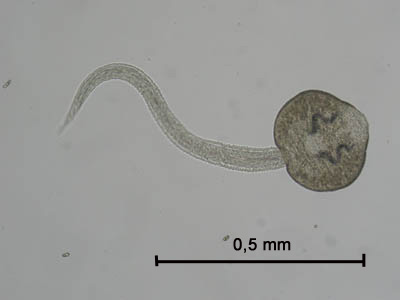
Cerkarie F. magna uvolněná z plže

Vývojový cyklus F. magna zahrnuje vodní plže jako obligátního mezihostitele a vyskytuje se tak pouze tam, kde jsou pro tyto specifické druhy plžů vhodné podmínky. V evropských podmínkách je mezihostitelem bahnatka malá (Galba truncatula). Z organismu definitivního hostitele (např. jelen) odchází trusem do vnějšího prostředí vajíčka, ze kterých se ve vodním prostředí po 25–45 dnech líhnou obrvené larvy – miracidia. Miracidia samy aktivně vyhledávají ve vodě plže, pronikají do jeho organismu, kde prodělávají další vývoj a množí se (sporocysty, redie a dceřiné redie). Finálním larválním stádiem v plži je pohyblivá cerkarie, která plže opouští, dostává se opět do vody. Vývoj v plži trvá přibližně 48–54 dní, přičemž z jednoho miracidia se v jedné bahnatce vyvine 180–350 cerkarií. Cerkarie plovoucí ve vodě rychle ulpívají na rostliny, kameny či vodní hladinu, kde se opouzdří a vzniknou tak velmi odolná stádia – metacerkarie. Ty jsou spolu s vegetací pozřeny při pastvě definitivním hostitelem. Ve střevě definitivního hostitele se metacerkarie přemění v mladé nezralé motolice, které migrují dutinou tělní až do jater, kde se opouzdří do vazivových pseudocyst, dospívají a začínají produkovat vajíčka. Na rozdíl od motolice jaterní, která se lokalizuje v jaterních žlučovodech, případně ve žlučovém měchýři, se motolice velká nachází vždy přímo v jaterním parenchymu, v typických pseudocystách. Dospělci mohou v játrech žít až sedm let. Celý vývoj trvá v závislosti na podmínkách řadu měsíců.

## Definitivní hostiteléFascioloides magna

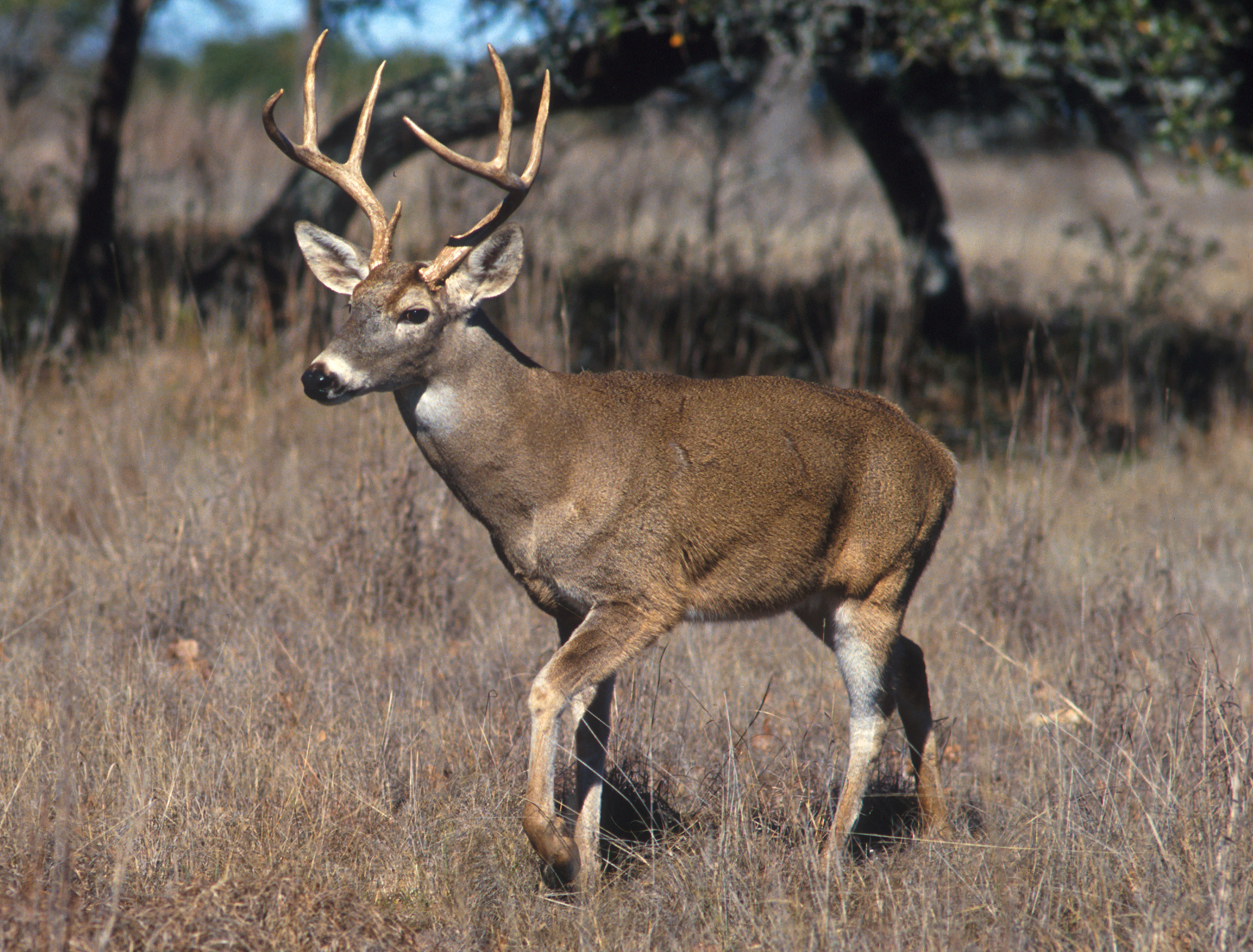
Jelenec běloocasý – typický hostitel F. magna

Motolice velká byla izolována u celé řady savců, nicméně nejčastěji se vyskytuje u volně žijících přežvýkavců. Infekce člověka nebyla tímto druhem dosud nikdy zjištěna. Hostitelé F. magna se dělí dle patologicko-morfologického obrazu infekce, vnímavosti a vývoje parazita do tří hlavních skupin:
- definitivní hostitelé: většina druhů z čeledě jelenovitých (jelen, wapiti, daněk, srnec, jelenec, atd.);
- dead-end hosts (slepá vývojová větev): skot, kůň, prase, bizon, los;
- aberantní hostitelé: ovce, koza, morče.

U definitivních hostitelů motolice vždy dospívá a je opouzdřena v charakteristických tenkostěnných vazivových pseudocystách v jaterním parenchymu. V jedné vazivové pseudocystě se nachází obvykle dva až pět jedinců F. magna. Tyto pseudocysty prostorově komunikují se žlučovody a vajíčka produkovaná motolicemi tak mohou odcházet z pseudocyst do žlučovodů a dále do střeva a vnějšího prostředí (označuje se termínem patentní infekce). Mezi hlavní definitivní hostitele v Severní Americe patří wapiti (Cervus elaphus canadensis), jelenec běloocasý (Odocoileus virginianus), karibu (Rangifer tarandus caribou) a jelenec ušatý (Odocoileus hemionus hemionus). V Česku a v Evropě vůbec jsou hlavními definitivními hostiteli F. magna jelen lesní (Cervus elaphus), daněk evropský (Dama dama) a srnec obecný (Capreolus capreolus).
U tzv. dead-end hostitelů motolice dospívají zřídka a jsou opouzdřeny v silnostěnných pseudocystách, které nekomunikují s žlučovody a vajíčka tak nemohou odcházet do vnějšího prostředí. Tito hostitelé se tudíž nemohou podílet na šíření parazita (nepatentní infekce). Silnostěnná pseudocysta a relativně nízká patogenita u těchto hostitelů je dána jejich částečnou rezistencí vůči této motolici. Mezi nejčastějšího dead-end hostitele patří skot, prase divoké, jak a los. Velmi ojediněle byl druh F. magna popisován u koně.
Mezi aberantní hostitele patří zejména zástupci malých turovitých přežvýkavců. Infekce u těchto hostitelů je charakterizovaná neomezenou migrací nezralých motolic, nepřítomností typických pseudocyst a smrtí hostitele. Motolice pohlavně nedospívají a aberantní hostitel hyne obvykle do šesti měsíců v závislosti na počtu pozřených metacerkárií. Nicméně jsou popsány i výjimky, kdy byly nacházeny pohlavně zralé motolice F. magna a vajíčka v trusu ovcí nebo koz. Z domácích přežvýkavců patří mezi aberantní hostitele ovce a koza. Z volně žijících sem patří severoamerický druh ovce tlustorohá (příbuzný druh s muflonem). Experimentálně byli infikováni kamzík horský, morče a králík.

## MezihostiteléF. magna
Vzhledem k charakteru vývojového cyklu je existence parazita spojena s přítomností vodního prostředí, vhodného mezihostitele a vhodného definitivního hostitele. Chybí-li jedna složka, motolice se nemůže vyvíjet. V Severní Americe je známo celkem šest druhů vodních plžů (z čeledi Lymnaeidae), u nichž byl potvrzen kompletní vývoj F. magna až do infekčních stádií (metacerkárie). Biotopy těchto šesti druhů se částečně liší, obecně však platí, že tito plži se vyskytují především v močálech, zatopených příkopech či malých potůčcích. Dalších pět druhů severoamerických plovatkovitých plžů bylo infikováno v experimentálních podmínkách.
Až do nedávné doby byl jediným přirozeným mezihostitelem v ČR a celé Evropě vodní plž – bahnatka malá (Galba truncatula). G. truncatula je plž se širokou ekologickou valencí, který se vyskytuje v močálech, vodních příkopech, malých pramenech či tůních v různých nadmořských výškách (200–800 m n. m.) v oblasti listnatých či smíšených lesů. Poslední výzkumy prokázaly, že rovněž plž uchatka toulavá (Radix peregra) figuruje jako mezihostitel F. magna. Tento plž se velmi často vyskytuje společně s G. truncatula, avšak jeho populace jsou často početnější. Vzhledem k širokému spektru mezihostitelů v Severní Americe lze předpokládat, že F. magna bude schopna se adaptovat na další evropské druhy z čeledi Lymneaidae. „Horkými“ kandidáty na nové evropské mezihostitele F. magna jsou druhy Omphiscola glabra a Stagnicola palustris, u nichž parazit dokončil kompletní larvální vývoj při experimentální infekci. Přirozeně infikovaní plži těchto druhů však nebyli v přírodě doposud nalezeni.
| Druh plže                        | Země původu plže | Reference |
| -------------------------------- | ---------------- | --------- |
| Fossaria bulimoides techella     | USA              | [ 21 ]    |
| Fossaria modicella               | USA, Canada      | [ 16 ]    |
| Pseudosuccinea columella         | USA              | [ 16 ]    |
| Fossaria parva                   | Kanada           | [ 4 ]     |
| Stagnicola palustris nuttalliana | Kanada           | [ 4 ]     |
| Lymnaea stagnalis (E)            | USA              | [ 22 ]    |
| Stagnicola palustris (E)         | USA              | [ 23 ]    |
| Stagnicola caperata              | USA              | [ 24 ]    |
| Lymnaea ferruginea (E)           | USA              | [ 25 ]    |
| Austropeplea tomentosa (E)       | Austrálie (*)    | [ 26 ]    |
| Lymnaea umbrosa (E)              | USA              | [ 27 ]    |

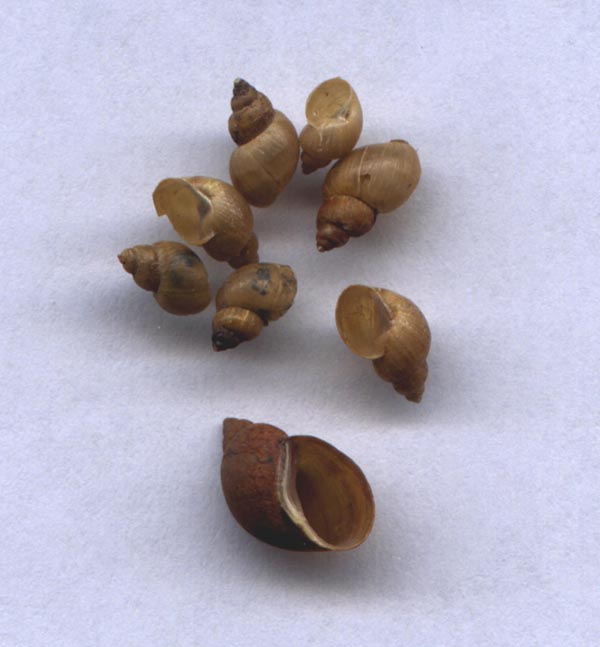
Mezihostitelé F. magna – vodní plži Galba truncatula (nahoře) a Radix peregra (dole).

- (*) plži původem z Austrálie byli infikováni motolicí F. magna z USA
- (E) pouze experimentální infekce, chybí důkaz o přirozené infekci

| Druh plže                | Země původu plže | Reference |
| ------------------------ | ---------------- | --------- |
| Galba truncatula         | Česko            | [ 28 ]    |
| Stagnicola palustris (E) | Česko            | [ 20 ]    |
| Omphiscola glabra (E)    | Francie (*)      | [ 19 ]    |
| Radix peregra            | Česko            | [ 18 ]    |

- (*) plži původem z Francie byli infikováni motolicí F. magna z ČR
- (E) pouze experimentální infekce, chybí důkaz o přirozené infekci

## Rozšíření

### Původní areál

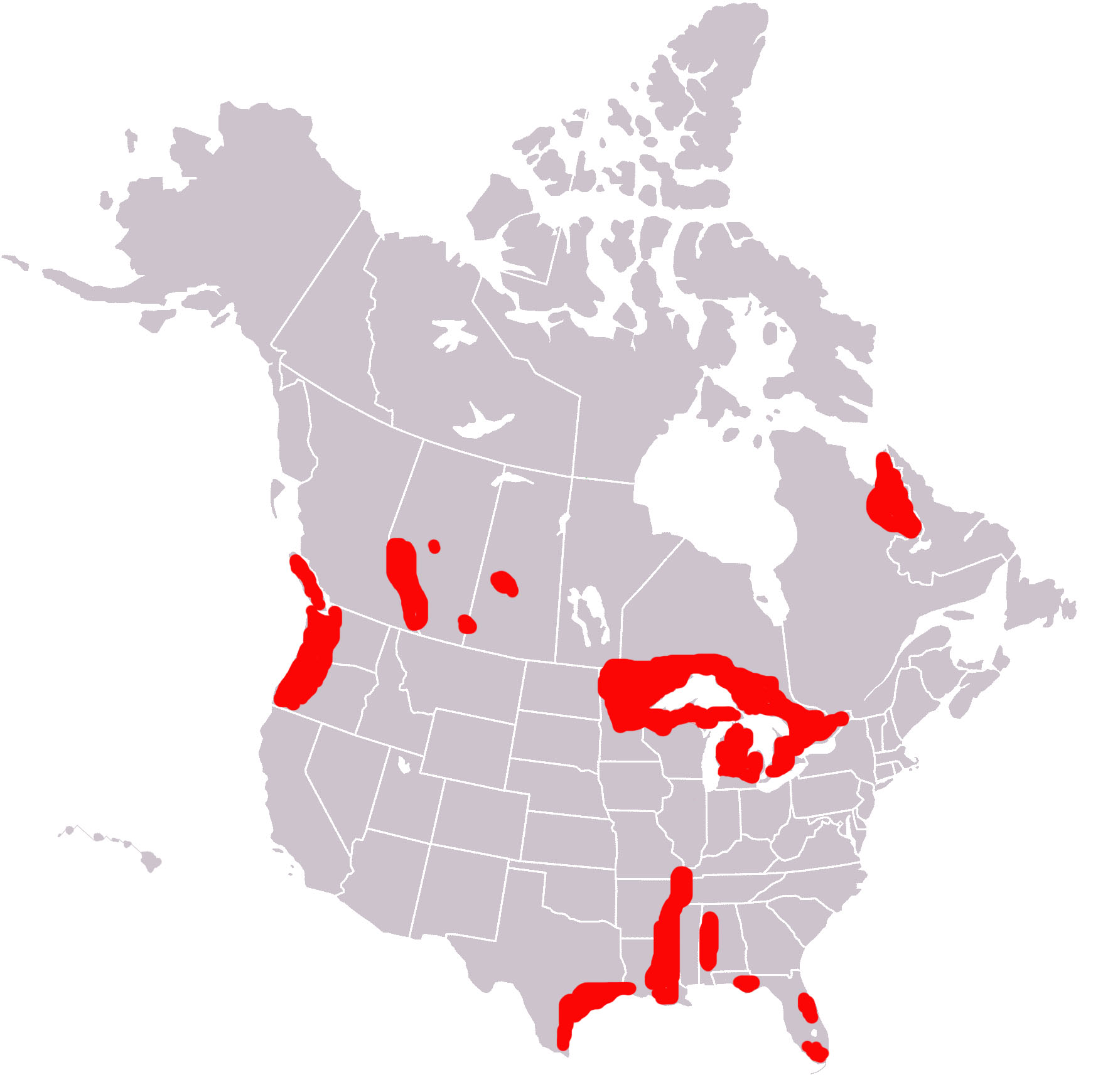
Rozšíření F. magna v Severní Americe (k roku 2001)

Původním areálem tohoto parazita je Severní Amerika, kde k hlavním hostitelům patří jelenec běloocasý (O. virginianus), jelen wapiti (C. elaphus canadensis) a karibu (R. tarandus caribou). Během 20. století byl výskyt F. magna v USA hlášen ze států Montana, Minnesota, Louisiana, Jižní Karolína, Texas, Iowa, Michigan, Illinois, Wisconsin, New York, Kansas, Arkansas, Washington a Oregon. V Kanadě byl parazit nejčastěji pozorován u spárkaté zvěře v provinciích Alberta, Britská Kolumbie, Ontario a Quebec. V současnosti je výskyt F. magna v Severní Americe vymezen do pěti hlavních oblastí. Jedná se o oblast Velkých jezer (1), jižní pobřeží Atlantiku a dolní tok řeky Mississippi (2), severní pobřeží Tichého oceánu (3), oblast Skalistých hor (4) a severní Quebec a Labrador (5).

### Rozšíření v Evropě
Do Evropy byla motolice zavlečena společně s importem jelenů wapiti (C. elaphus canadensis) a jelenců běloocasých (O. virginianus) v druhé polovině 19. století. První zmínka o F. magna se datuje do roku 1875, kdy byl v národním parku La Mandria nedaleko Turína v Itálii pozorován masivní úhyn jelení zvěře po předchozím importu jelenů wapiti z USA. Odtud také pochází první popis tohoto druhu. Následné introdukce severoamerických jelenců běloocasých do obor rakousko-uherských šlechticů byly příčinou zavlečení parazita na území České republiky. Vzhledem k faktu, že cervidé ze Severní Ameriky byli ke konci 19. století importováni do celé řady oborových chovů po celém Rakousku-Uhersku, existuje domněnka, že se motolice mohla vyskytovat i na území dnešního Rakouska a Maďarska. Nicméně až na náhodné a ojedinělé nálezy F. magna z Německa, Polska a Itálie, byla F. magna až do 80. let minulého století nacházena v Evropě pouze u zvěře na území Jižních a Středních Čech. Teprve v nedávné době však došlo k masivnímu výskytu F. magna u evropských cervidů. Nová ohniska výskytu parazita vznikla v povodí Dunaje a dunajských lužních lesích. Parazit byl postupně diagnostikován u jelenovitých nejprve v Rakousku, dále pak na Slovensku, Maďarsku a v nedávných letech i v Chorvatsku. Nejnověji byla motolice hlášena ze Srbska. Vysoké prevalence výskytu F. magna u jelení a srnčí zvěře (60 – 90 %) v podunajských lesích v Rakousku, Slovensku a Maďarsku, jakož i úhyny zvěře dokazují dokonalou adaptaci F. magna v tomto prostředí. Z těchto důvodů můžeme řadit motolici F. magna mezi nejvýznamnější původce parazitárních onemocnění jelenovitých ve Střední Evropě.

#### Rozšíření v Česku

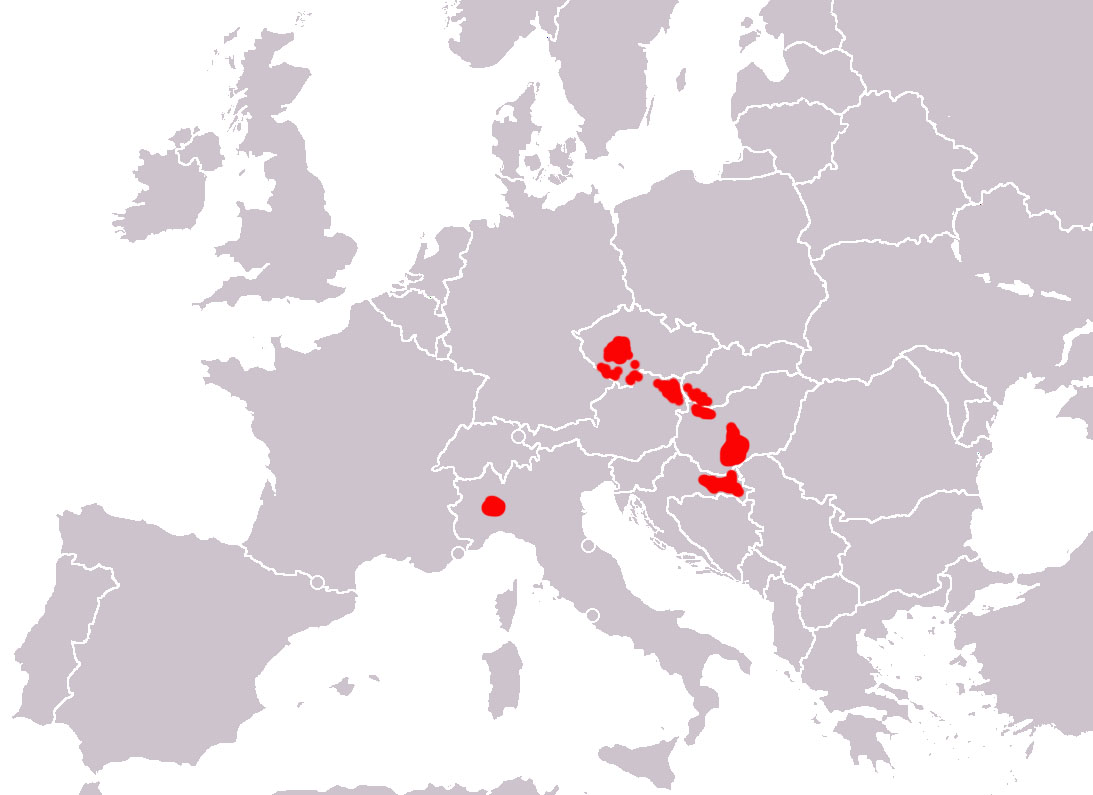
Rozšíření F. magna v Evropě (mezi lety 2001 až 2007)

První nález motolice F. magna na českém území byl popsán u daňka evropského (Dama dama) v roce 1930. Erhardová-Kotrlá (1971) uvádí, že parazit byl na území ČR zavlečen spolu s introdukcí jelenců běloocasých pocházejících z Kanady na konci 19. století. Výsledkem introdukce infikovaných jelenců a následného rušení obor bylo zavlečení parazita do vnějšího prostředí. Motolice se postupně adaptovala na původní evropské volně žijící přežvýkavce (jelen lesní, srnec obecný), stejně tak na již dříve introdukovaného daňka evropského. Nejprve byla motolice nacházena u odlovené zvěře pouze sporadicky, od začátku 60. let však docházelo k masivním infekcím cervidů s vysokými prevalencemi a častými úhyny. Na základě pitevních i koprologických vyšetření byly stanoveny čtyři hlavní oblasti výskytu motolice v ČR. Jedná se o jihočeskou miocenní pánev třeboňskou a budějovickou, včetně Novohradských hor, dále pak oblast kolem Vltavy na Vltavsko-týnské pahorkatině u Hluboké a Bechyně, středočeská žulová vrchovina kolem Písku a Milevska a konečně oblast Brd. V nedávné době byl proveden aktuální monitoring výskytu F. magna u zvěře. Parazit byl diagnostikován u cervidů ve všech výše jmenovaných oblastech s výjimkou Písecka a Milevska. Mimoto byla F. magna nalezena i ve zcela nových lokalitách: Křivoklátská vrchovina (lokality Zbiroh, Karlova Ves), Sedliště v okrese Plzeň-jih, oblast u Českého Krumlova (Boletice), oblast NP Šumava (LS Prášily, LS Železná Ruda, LS Křemelná). Z uvedených nových lokalit je patrné, že se areál výskytu F. magna v ČR stále zvětšuje. Zejména velký význam má nález motolice F. magna na Šumavě. Vzhledem k vysoké hustotě tamní populace jelení zvěře a ideálním podmínkám pro mezihostitelské vodní plže, existuje velké riziko zavlečení parazita i na území Německa.

## Patogenita a klinické příznaky

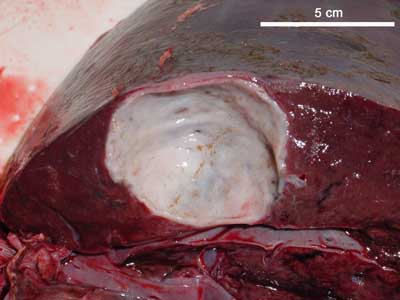
Fibrózní (vazivová) pseudocysta v jaterním parenchymu jelena lesního infikovaného F. magna

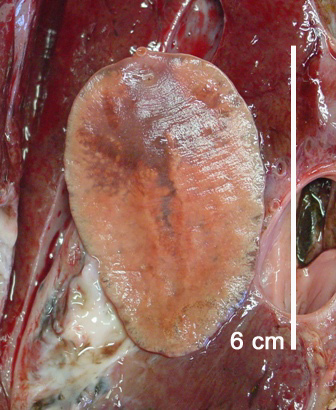
Dospělý jedinec Fascioloides magna izolovaný z nařezaných jater jelena lesního

Klinické příznaky fascioloidózy jsou vždy závislé na počtu motolic v organismu, druhu hostitele, věkové kategorii hostitele a na jeho imunitním stavu. U typických definitivních hostitelů, jako wapiti a jelenec běloocasý v Severní Americe nebo jelen lesní v Evropě, probíhá F. magna infekce nejčastěji subklinicky, tedy bez žádných vnějších příznaků. Při masivních infekcích (zhruba nad sto motolic) dochází k náhlým úhynům zvířat. Příčiny úhynu souvisí nejčastěji s velkými ztrátami krve, rupturou jater, rupturou velkých cév či zánětem pobřišnice. Úhyny jsou časté zejména u daňků a srnců. Například v 60. letech 20. století došlo v důsledku fascioloidózy v okrese Písek k rapidnímu snížení populace srnčí zvěře. Obdobně vysokou mortalitu zaznamenali u srnčí zvěře v 90. létech v povodí Dunaje na Slovensku. Z dalších příznaků při infekci F. magna u jelenovitých jmenujme snížené hmotnostní přírůstky, sníženou kvalitu paroží nebo špatný průběh říje. Jsou známy i ojedinělé případy nervových příznaků, kdy motolice vycestovala do páteřního kanálu.
U dead-end hostitelů nejsou příznaky v literatuře příliš popsány. Infekce u nich probíhá nejčastěji bez příznaků. Motolice jsou u těchto hostitelů nacházeny vždy v souvislosti s veterinární prohlídkou na jatkách a jsou příčinou konfiskace jater. V Kanadě byly pozorovány úhyny losů po masivních infekcích.
Pro aberantní hostitele, jako ovce či koza, je F. magna vždy fatální, což je důkazem daleko vyšší patogenity pro přežvýkavce, než je tomu u známější motolice jaterní F. hepatica. Američtí autoři uvádějí, že ovce a kozy hynou do šesti měsíců od pozření infekčních metacerkarií. Hynutí probíhá bez předchozích příznaků nebo s příznaky celkové apatie a nechutenství. U experimentálně infikovaných koz došlo k uhynu mezi 89. až 195. dnem po infekci. V místech výskytu fascioloidózy volně žijící zvěře je tudíž chov ovcí a koz nemožný.

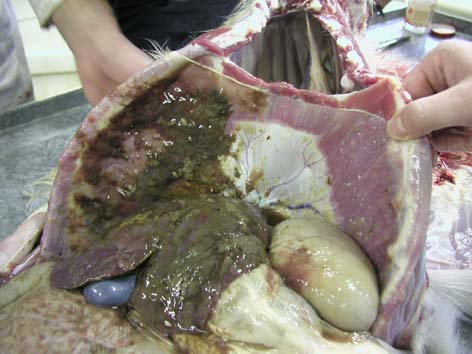
Pitva kozy infikované motolicí F. magna: četné fibrinové masy a srůsty na játrech a bránici, černá pigmentace v důsledku migrace juvenilních (nezralých) motolic

## Diagnostika
Diagnostika u spárkaté zvěře je založena především na koprologickém vyšetření a patologicko-morfologickém vyšetření odlovených či uhynulých jedinců. Při koprologickém vyšetření se v pozitivním případě nacházejí oválná, žlutohnědá vajíčka o velikosti 120-185 μm × 70-90 μm. Vajíčka jsou však prakticky neodlišitelná od vajíček motolice jaterní či Paramphistomum cervi. Proto je pro definitivní diagnostiku u spárkaté zvěře rozhodující pitva s nálezem dospělých motolic F. magna v játrech. Pro infekci motolicí velkou je rovněž typický černý až černohnědý pigment v parenchymu jater a na dalších orgánech břišní dutiny. Játra mají nerovný povrch, na řezu jsou patrné 2–8 cm velké vazivové dutiny (pseudocysty) vyplněné hnědou až černou tekutinou, obsahující shluky vajíček. Tyto dutiny často vyklenují na povrch jater a jsou na pohmat měkké. Při raném stádiu infekce se mohou vyskytovat krváceniny v celém parenchymu jater.
Jako pomocná metoda slouží vyšetření plžů bahnatky malé z lokalit výskytu infikované zvěře. Při pitvě plže se hledají larvální stádia motolice (cerkarie, redie).

## Terapie a prevence
Motolice F. magna do značné míry ovlivňuje zdravotní stav zvěře, především u daňčí a srnčí, kde způsobuje časté úhyny. Navíc je zde riziko přenosu na domácí přežvýkavce. Z těchto důvodů je nezbytné tuto parazitózu tlumit, a to buď na úrovni definitivního hostitele, nebo na úrovni mezihostitele. V minulosti se k tlumení plžů a snížení rizika infekce zvěře používala řada metod, mezi které patří vysoušení a odvodňování pastvin, kosení porostu v blízkosti potoků a vodních ploch či aplikace moluskocidů. Efektivita těchto opatření byla velmi nízká a použití moluskocidů navíc působilo negativně na celou řadu necílových vodních organismů. Z důvodu kontaminace vodních zdrojů se proto od používání moluskocidů upustilo.
K tlumení F. magna u definitivních hostitelů se používají antiparazitika, která se aplikují do krmiva při zimním přikrmování zvěře. Nicméně terapie volně žijících přežvýkavců je nesmírně komplikovaná a dlouhodobá záležitost. Mezi látky, jež se používaly k terapii, patří například bithionol sulfoxid, rafoxanid nebo albendazol. V současnosti existuje na českém trhu jediný přípravek určený pro zvěř s názvem Rafendazol (účinná látka rafoxanid a mebendazol). Tento preparát se podává v některých oblastech již více než dvacet let, přesto se prevalence F. magna u zvěře spíše zvyšuje. V USA, Kanadě, Rakousku a Chorvatsku se podává s úspěchem látka triklabendazol, v preparátu Fasinex, který rovněž je lékem první volby při výskytu motolice jaterní (Fasciola hepatica) u domácích přežvýkavců.

### Česky
- Motolice obrovská, Laboratoř helmintologie, Univerzita Karlova
- Rozšíření a patogenita motolice velké - bakalářská práce
- Molekulární diagnostika motolice velké (Fascioloides magna) - bakalářská práce

### Anglicky
- The Giant Liver Fluke, Fascioloides magna: Past, Present and Future Research
- Wherefrom and whereabouts of an alien: the American liver fluke Fascioloides magna in Austria: an overview
- Genetic interrelationships of North American populations of giant liver fluke Fascioloides magna
- Life history and biology of Fascioloides magna (Trematoda) and its native and exotic hosts